# Паненка (Польща)
Паненка (пол. Panienka, нім. Klarahof) — село в Польщі, у гміні Ярачево Яроцинського повіту Великопольського воєводства.
Населення — 343 особи (2011).
У 1975-1998 роках село належало до Каліського воєводства.

## Демографія
Демографічна структура станом на 31 березня 2011 року:
|          | Загалом | Допрацездатний вік | Працездатний вік | Постпрацездатний вік |
| -------- | ------- | ------------------ | ---------------- | -------------------- |
| Чоловіки | 175     | 38                 | 118              | 19                   |
| Жінки    | 168     | 30                 | 99               | 39                   |
| Разом    | 343     | 68                 | 217              | 58                   |